# Остроухова, Анна Михайловна
Остроухова, Анна Михайловна (род. 16 марта 1990, Ростов-на-Дону, СССР) — российская баскетболистка. Выступает за женский баскетбольный клуб «Ростов-Дон» на позиции разыгрывающий. Мастер спорта международного класса.

## Биография
В возрасте трех лет, родители Анны — Остроухова Ольга Яковлевна и Остроухов Михаил Николаевич отдали дочку на фигурное катание, где Анна занималась до семи лет, после чего единственный на тот момент ледовый дворец в городе Ростов-на-Дону был закрыт.
Баскетболом Анна Остроухова начала заниматься с десяти лет в Ростовской спортивной школе СДЮШОР-7.
Первым тренером Анны стала Троицкая Татьяна Александровна.
В шестнадцать лет Анна уехала в Самару выступать за ДЮБЛ «ВБМ-СГАУ».
В 2007 году вернулась в Ростов-на-Дону в состав команды «Ростов-Дон», но уже в 2008 году ей предложили контракт с Екатеринбургским клубом «УГМК». С 2008 по 2010 год выступала за «УГМК-Юниор».
В 2010 году стала Чемпионкой Европы по баскетболу среди молодёжных команд (до 20 лет).
С 2010 году Анна Остроухова выступает в женской Премьер-лиги за клуб «УГМК» Екатеринбург в составе которого стала чемпионкой России сезона 2010—2011 и бронзовым призёром Евролиги ФИБА 2011.
В 2011 году Анна подписывает контракт с командой «Спартак» Санкт-Петербург.
С 2012 года выступает за команду премьер-лиги «Ростов-Дон».

## Достижения
- Чемпионка Европы среди молодёжных команд: 2010.
- Серебряный призёр Чемпионата Европы среди юниорок: 2008.
- Чемпионка России: 2011.
- Обладатель Кубка России: 2011.
- Бронзовый призёр  Евролиги ФИБА: 2011.